# Tiemann (Familienname)
Tiemann ist ein deutscher Familienname.

## Namensträger
- August Tiemann (1895–1982), deutscher Futterbauwissenschaftler
- Barbara Tiemann (* 1940), deutsche Bibliothekarin
- Christian Tiemann (* 1964), deutscher Beachvolleyballspieler
- Christoph Tiemann (* 1977), deutscher Schauspieler, Moderator und Kabarettist
- Daniel F. Tiemann (1805–1899), US-amerikanischer Politiker
- Dietlind Tiemann (* 1955), deutsche Politikerin (CDU)
- Ferdinand Tiemann (1848–1899), deutscher Chemiker
- Frank Tiemann (* 1962), deutscher Jurist und Richter am Bundesgerichtshof
- Friedrich Tiemann (1899–1982), deutscher Internist und Hochschullehrer
- Hans-Günther Tiemann (* 1960), deutscher Wettkampfruderer
- Hans-Jürgen Tiemann (* um 1950), deutscher Unternehmer und Rennfahrer
- Heiko Tiemann (* 1968), deutscher Fotograf
- Heinrich Tiemann (* 1951), deutscher Beamter, Staatssekretär des Auswärtigen Amts
- Helga Tiemann (1917–2008), deutsche Malerin
- Hermann Tiemann (1899–1981), deutscher Romanist und Bibliothekar
- Jason Tiemann (* 1973), US-amerikanischer Jazzmusiker
- Karl-Albrecht Tiemann (1902–1955), deutscher Philologe und Opfer der DDR-Justiz
- Karl-Heinz Tiemann (1940–2022), deutscher Agrarwissenschaftler
- Klaus-Peter Tiemann (* 1945), deutscher Ingenieur und Entwickler
- Manfred Tiemann (1948–2022), deutscher evangelischer Theologe, Autor und Gymnasiallehrer
- Marcel Tiemann (* 1974), deutscher Rennfahrer
- Michael Tiemann, Softwareentwickler
- Norbert T. Tiemann (1924–2012), US-amerikanischer Politiker
- Otto Tiemann (1890–1952), deutscher Offizier, zuletzt General der Pioniere im Zweiten Weltkrieg
- Petra Tiemann (* 1958), deutsche Politikerin (SPD)
- Susanne Tiemann (* 1947), deutsche Hochschullehrerin und Politikerin (CDU)
- Volker Tiemann (* 1963), deutscher Bildhauer
- Walter Tiemann (1876–1951), deutscher Buchkünstler, Schriftgestalter, Typograf, Grafiker und Illustrator
- Walter Tiemann (Politiker) (1926–1986), deutscher Politiker (SPD)
- Walther Tiemann (1868–1939), preußischer Landrat
- Werner Tiemann (1933–2002), deutscher Handballspieler, Lehrer und Kommunalpolitiker
- Wolfgang Tiemann (* 1952), deutscher Maler und Bildhauer
- Yannik Tiemann (* 1990), deutscher Jazzmusiker